# Lotfi Zadeh

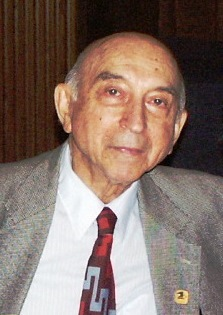
Lotfi A. Zadeh (2005)

Lotfi A. Zadeh (eigentlich Lotfali Askar-Zadeh, aserbaidschanisch Lütfi Zadə/Lütfəli Rəhim oğlu Əsgərzadə;  * 4. Februar 1921 in Baku, Aserbaidschan; † 6. September 2017 in Berkeley, Kalifornien) war ein US-amerikanischer Mathematiker, Informatiker, Elektroingenieur und emeritierter Professor der Informatik an der University of California, Berkeley. Er ist der Schöpfer der Theorie der unscharfen (fuzzy) Mengen (1965) und der Begründer der Fuzzylogik (1973); zudem prägte er den Begriff Soft-Computing (1994).

## Leben
Lotfi A. Zadeh wurde in Baku geboren als Sohn des iranischen Journalisten Rahim Aleskerzade aus Ardabil, der hier als iranischer Auslandskorrespondent arbeitete, und seiner ukrainisch-jüdischen Ehefrau, der Kinderärztin Fanya Koriman.
1931 ging die Familie zurück in den Iran, wo Askar-Zadeh aufwuchs, das Gymnasium besuchte und die Universitäts-Eingangsprüfungen (Abitur) als Zweitbester des Landes ablegte. Sein Studium der Elektrotechnik an der Universität Teheran schloss er 1942 als Elektroingenieur ab.
Im Sommer 1943 ging er in die USA, wo er am MIT 1946 den akademischen Grad eines Master of Science in Elektrotechnik und 1949 an der Columbia University in New York den Doktorgrad (PhD) erwarb.

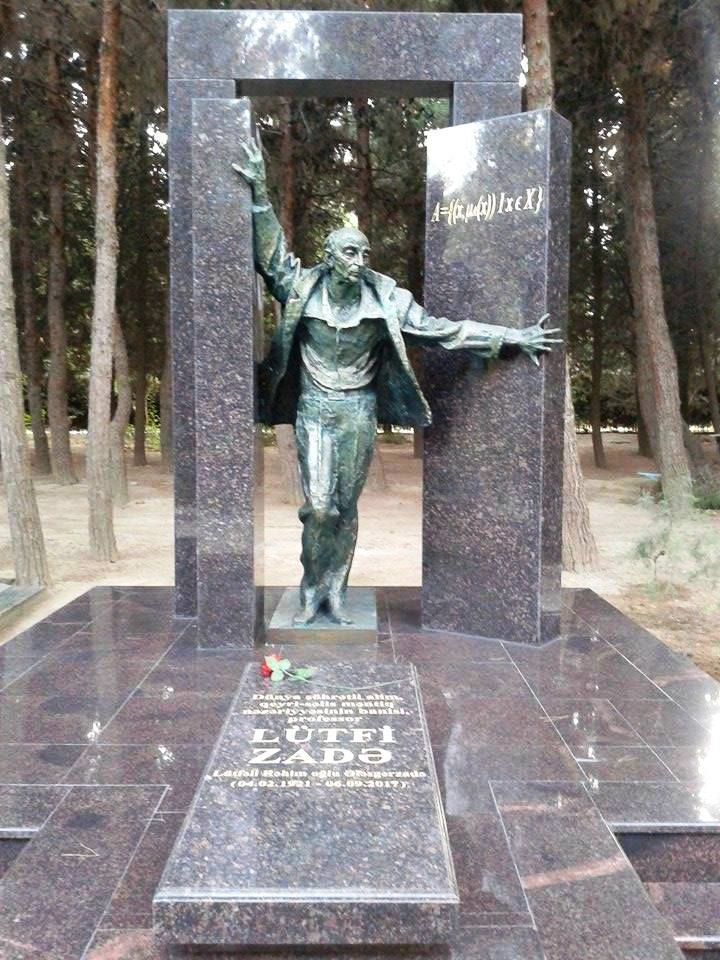
Zadehs Grabmal an der Ehrenallée in Baku

Hier lehrte er zehn Jahre – seit 1957 als Professor auf Lebenszeit – ehe er 1959 einem Ruf an die University of California, Berkeley, folgte, wo er über seine Emeritierung 1991 hinaus lehrte und forschte. Selbst als 89-Jähriger (2010) hielt Lotfi Zadeh noch Vorträge rund um die Welt und war weiterhin (2012) als Direktor der Berkeley Initiative for Soft Computing an laufenden Forschungsarbeiten beteiligt und aktiv.
Neben zahlreichen Ehrungen und Mitgliedschaften in nationalen und internationalen wissenschaftlichen Institutionen und Akademien wurde ihm die Ehrendoktorwürde von weltweit 24 Universitäten verliehen. 2012 erhielt er den BBVA Foundation Frontiers of Knowledge Award.
Zadeh starb am 6. September 2017 im Alter von 96 Jahren in seinem Haus in Berkeley. Er wurde seinem Wunsch entsprechend in seiner Geburtsstadt Baku in Aserbaidschan beigesetzt.

## Leistungen
Zadeh begann seine Forschungen auf dem Gebiet der Systemtheorie, er arbeitete zu Fragen der Entscheidungstheorie und der Informationssysteme sowie der Mustererkennung. 1965 stellte er in seinem – bis Mitte 2017 mehr als 70.000-fach zitierten – Aufsatz Fuzzy Sets erstmals sein Konzept einer Theorie der unscharfen Mengen dar, das zur Keimzelle und Basis der sich rasch entwickelnden Fuzzylogik – (inhaltlich: Die Logik der Unschärfe) – werden sollte mit großer Wirkung vor allem durch ihre vielfältigen Anwendungsbereiche in den Ingenieurwissenschaften und den sprachliche Daten verarbeitenden Informationswissenschaften.
Die Grundidee der präzisen Erfassung des Unpräzisen ist dabei, unscharfe (fuzzy) Mengen nicht durch die Objekte zu definieren, die Element dieser Menge sind (oder nicht sind), sondern über den Grad ihrer Zugehörigkeit zu dieser Menge. Das geschieht durch Zugehörigkeitsfunktionen μA: X → [0,1], die jedem Element der Definitionsmenge X={x} eine Zahl aus dem reellwertigen Intervall [0,1] der Zielmenge zuordnen, welche den Zugehörigkeitsgrad μA(x) jeden Elements x zur so definierten unscharfen Menge A angibt. Damit wird jedes Element zum Element jeder unscharfen Menge, aber mit jeweils unterschiedlichen, eine bestimmte Teilmenge definierenden Zugehörigkeitsgraden. Zadeh erklärte hierzu neue Mengenoperationen, die als Operationen eines neuen Logikkalküls die mehrwertige Fuzzylogik begründen und sie als eine Verallgemeinerung der zweiwertigen, klassischen Logik ausweisen, welche als Spezialfall in ihr enthalten ist.
Im Rahmen seiner Möglichkeitstheorie entwickelte Zadeh das Konzept der Möglichkeitsverteilung als unscharfe Restriktion, die wie eine elastische Fessel die Werte einschränkt, welche eine Variable annehmen kann. Sei etwa F eine durch die Zugehörigkeitsfunktion μF definierte unscharfe Teilmenge des Diskursuniversums U={u}. Eine Proposition der Form „X ist F “, in der X eine Variable ist, die Werte aus U nimmt, induziert dann die Möglichkeitsverteilung ПX, welche die Möglichkeit von X, den Wert u anzunehmen, mit μF(u) gleichsetzt. Derart wird X zu einer unscharfen (fuzzy) Variablen, die mit der Möglichkeitsverteilung ПX in ähnlicher Weise verbunden ist, wie dies in der Wahrscheinlichkeitstheorie für die Verbindung von Zufallsvariable und Wahrscheinlichkeitsverteilung gilt.
Darüber hinaus schlug Zadeh Fuzzy-Zahlen als spezielle unscharfe Mengen vor, die – zusammen mit den entsprechenden Regeln konsistenter mathematischer Operationen auf diesen Zahlen – zur Entstehung der fuzzy Arithmetik führten.

“In general, complexity and precision bear an inverse relation to one another in the sense that, as the complexity of a problem increases, the possibility of analyzing it in precise terms diminishes. […] From this point of view, the capacity of a human brain to manipulate fuzzy concepts and non-quantitative sensory inputs may well be one of its most important assets. Thus, ‘fuzzy thinking’ may not be deplorable, after all, if it makes possible the solution of problems which are much too complex for precise analysis.”

Zadeh prägte den Begriff des Soft-Computing, der im Wesentlichen auf die (nicht immer mögliche) exakte numerische Analyse eines komplexen Systems verzichtet zugunsten seiner qualitativen Charakterisierung und Beschreibung in natürlich-sprachlichen Termen. Deren intrinsische (extensionale wie intensionale) Vagheiten erlauben es, den empirischen Ungenauigkeiten und analytischen Unsicherheiten Rechnung zu tragen. Dabei steht die von Zadeh entwickelte TEST-Score Semantik natürlichsprachlicher Ausdrücke, in der linguistische Variablen die entscheidende Rolle spielen, im Zentrum. Seine formale Bedeutungsrepräsentationssprache PRUF (Possibilistic, Relational, Universal, Fuzzy) und die über instantiierte, erklärende Datenstrukturen erzielten TEST-Scores übernehmen dabei eine den Wissensrepräsentationen (knowledge representation) der künstlichen Intelligenz vergleichbare Funktion. Kritiker dieses Ansatzes, die derartig sprachlichen Charakterisierungen multi-parametrischer Systeme bestenfalls eine Black-Box-Modellierung von Systemverhalten attestieren, übersehen dabei zumeist, dass es nicht um die funktionale Erklärung und Simulation solcher System, sondern um die emulative Modellierung und Beherrschung ihres möglichen Verhaltens bei Unsicherheit geht, wie dies das menschliche Vermögen mit Effizienz und vergleichbarer Leichtigkeit zu leisten vermag.
Zadehs Ideen erwiesen sich als überaus fruchtbar und erlebten in den letzten beiden Jahrzehnten des 20. Jahrhunderts eine bemerkenswerte Akzeptanz und breitere Rezeption auch in den Forschungsgebieten der neuronalen Netze, der Expertensysteme, der Kontrolltheorie und der künstlichen Intelligenz. In letzter Zeit konzentrierten sich Zadehs Forschungsinteressen auf die Fuzzylogik, die unscharfe (fuzzy) Semantik der natürlichen Sprache, auf eine Theorie berechenbarer Wahrnehmung (computational theory of perception) sowie auf das Rechnen mit Wörtern/Worten (computing with words).
Zadeh war Herausgeber oder Beiratsmitglied von mehr als 70 wissenschaftlichen Zeitschriften weltweit, er veröffentlichte zahlreiche Aufsätze (über 200 als Einzelautor) aus seinem breiten Forschungenspektrum zu verschiedenen Aspekten der Konzeption, dem Entwurf, der Implementation und Analyse von Informations- und Entscheidungssystemen.
1966 war er Invited Speaker auf dem Internationalen Mathematikerkongress in Moskau (Forschungen über einige nicht klassische Regelungsprobleme in den USA).

## Schriften (Auswahl)
- Fuzzy sets. In: Information and Control. Band 8, 1965, S. 338–353.
- Fuzzy sets and systems. In: J. Fox (Hrsg.): System Theory. Polytechnic Press, Brooklyn, NY 1965, S. 29–39.
- The concept of system, aggregate, and state in system theory. In: L. A. Zadeh, E. Polak (Hrsg.): System Theory [Inter-University Electronic Series, Vol. 8], New York: McGraw-Hill, 1969, S. 3–42.
- Quantitative Fuzzy Semantics. In: Information Science. Band 3, 1971, S. 159–176.
- A fuzzy-set-theoretical interpretation of linguistic hedges. In: Journal of Cybernetics. Band 2, 1972, S. 4–34.
- Fuzzy Languages and their Relation to Human and Machine Intelligence. In: M. Marois (Hrsg.): Man and Computer. Karger, Basel 1972, S. 130–165.
- Outline of a new approach to the analysis of complex systems and decision processes. In: IEEE Trans. Systems, Man and Cybernetics. Band 3, 1973, S. 28–44.
- Fuzzy logic and its application to approximate reasoning. In: Information Processing. 74, Proc. IFIP Congr. 1974, S. 591–594.
- Fuzzy logic and approximate reasoning. Synthese 30 (1975): 407–428.
- Calculus of fuzzy restrictions. In: L. A. Zadeh, K.S. Fu, K. Tanaka, M. Shimura (Hrsg.): Fuzzy Sets and their Applications to Cognitive and Decision Processes. Academic Press, New York 1975, S. 1–39.
- The concept of a linguistic variable and its application to approximate reasoning. Part I, Information Sciences. Band 8, 1975, S. 199–251.
- The concept of a linguistic variable and its application to approximate reasoning. Part II, Information Sciences. Band 8, 1975, S. 301–357.
- The concept of a linguistic variable and its application to approximate reasoning. Part III, Information Sciences. Band 9, 1976, S. 43–80.
- PRUF – a meaning representation language for natural languages. Intern. Journal Man-Machine Studies 10, 1978, S. 395–460.
- TEST-Score Semantics for Natural Languages and Meaning Representation via PRUF. In: Burghard B. Rieger, editor: Empirical Semantics I [Quantitative Linguistics 12], Bochum: Brockmeyer 1981, S. 281–349.
- Toward a theory of fuzzy information granulation and its centrality in human reasoning and fuzzy logic. Fuzzy Sets and Systems 90, 1997, S. 111–127.
- From Computing with Numbers to Computing with Words – from Manipulation of Measurement to Manipulation of Perception. In: Paul P. Wang (Hrsg.): Wiley Series on Intelligent Systems. Computing with Words. Band 3. Wiley & Sons, New York 2001, S. 35–68.